# Jip Jip Conservation Park
Jip Jip Conservation Park är en park i Australien. Den ligger i delstaten South Australia, omkring 220 kilometer sydost om delstatshuvudstaden Adelaide. Jip Jip Conservation Park ligger 68 meter över havet.
Trakten runt Jip Jip Conservation Park är nära nog obefolkad, med mindre än två invånare per kvadratkilometer..
Trakten runt Jip Jip Conservation Park består till största delen av jordbruksmark. Genomsnittlig årsnederbörd är 688 millimeter. Den regnigaste månaden är juni, med i genomsnitt 124 mm nederbörd, och den torraste är december, med 12 mm nederbörd.